# Benjamin Fumey
Benjamin Fumey (* 30. März 1987 in Bremen) ist ein deutscher Basketballspieler.

## Laufbahn
Fumey, Sohn einer deutschen Mutter und eines ghanaischen Vaters, spielte als Jugendlicher in seiner Heimatstadt Bremen für den TSV Lesum und die BTS Neustadt. In der Saison 2003/04 bestritt er erste Einsätze in der 2. Basketball-Bundesliga für die Bremen Roosters.
2007 verließ er Bremen in Richtung Vereinigte Staaten und nahm ein Studium (Hauptfach Sportmanagement) an der Valparaiso University auf. In der Saison 2007/08 nahm er nicht am Spielbetrieb teil, 2008/09 absolvierte er dann 18 NCAA-Spiele mit Mittelwerten von 4,4 Punkten sowie drei Rebounds für „Valpo“.
Zur Saison 2009/10 kehrte Fumey in sein Heimatland zurück und unterschrieb bei den Giants Nördlingen aus der 2. Bundesliga ProA. Er verbuchte dort pro Spiel (29 Einsätze) 9,9 Punkte und vier Rebounds. 2010/11 spielte er beim ProA-Konkurrenten Paderborn, 2011 ging er zum SC Rasta Vechta in die 2. Bundesliga ProB. Eine Sprunggelenksverletzung setzte ihn in der Frühphase der Saison außer Gefecht, nach der Gesundung trug er zur Vizemeisterschaft und damit zum Aufstieg der Niedersachsen in die ProA bei. In der zweithöchsten deutschen Spielklasse war Fumey dann ebenfalls Mannschaftsmitglied Vechtas und erzielte in der Saison 2012/13, in der Rasta Meister wurde und den Aufstieg in die Basketball-Bundesliga feierte, 7,1 Punkte und 3,1 Rebounds pro Spiel (40 Einsätze).
Fumey ging jedoch nicht mit Vechta in die Bundesliga, sondern schloss sich zur Saison 2013/14 dem UBC Hannover aus der ProB an. Für den Verein, der sich im Anschluss an die Saison vom Spielbetrieb abmeldete, verbuchte Fumey pro Partie 14,6 Punkte (Bestwert innerhalb der Mannschaft) sowie 4,4 Rebounds. Er wechselte von Hannover zu den Hamburg Towers und gehörte in der Saison 2014/15 zum ersten Kader in der Vereinsgeschichte der Hanseaten. Fumey kam in 33 ProA-Spielen für Hamburg zum Einsatz und erzielte im Schnitt 6,2 Punkte und 2,5 Rebounds.
Im August 2015 wechselte er zum ehemaligen Bundesligisten Artland Dragons nach Quakenbrück in die ProB und wurde Kapitän der Mannschaft. Zur Saison 2017/18 ging Fumey zum TV Ibbenbüren in die erste Regionalliga West. 2023 wurde er mit der Mannschaft Meister der Regionalliga West, verließ den Verein danach und widmete sich vornehmlich seinen beruflichen Verpflichtungen.

### Nationalmannschaft
Fumey erreichte 2007 mit der deutschen U20-Nationalmannschaft das Halbfinale der B-EM in Polen und gehörte 2008 sowie 2009 zum Aufgebot der A2-Nationalmannschaft.